# Little Dragon
Little Dragon (укр. Маленький дракон) — шведський гурт електронної музики з Гетеборга, Швеція, створений 1996 року. До складу гурту входять Юкімі Нагано (вокал, перкусія), Ерік Бодін (ударні), Фредрік Валлін (бас) і Хокан Віренстранд (клавішні).
Першим релізом Little Dragon став подвійний вініловий сингл «Twice»/«Test», що вийшов на лейблі Off the Wall 2006 року. Наступного року гурт підписав контракт із більшим британським незалежним лейблом Peacefrog Records і випустив свій однойменний дебютний альбом у серпні 2007 року. Другий альбом Machine Dreams випустили у серпні 2009 року, він зібрав схвальні відгуки. Третій альбом Ritual Union вийшов у липні 2011 року і зайняв 41-ше місце в списку 50 найкращих альбомів 2011 року від Rolling Stone. Clash поставили його на 31-ше місце у своєму списку 40 найкращих альбомів 2011 року.
Четвертий студійний альбом Nabuma Rubberband гурт випустив у травні 2014 року на лейблі Because Music, і його зустріли схвальними відгуками та номінували на найкращий танцювальний/електронний альбом на 57-й щорічній церемонії вручення премії «Ґреммі». 14 квітня 2017 року гурт випустив п'ятий студійний альбом Season High, а 27 березня 2020 року — шостий альбом New Me, Same Us.

## Історія
Little Dragon заснували 1996 року в Гетеборзі, Швеція. Юкімі Нагано навчалася на першому курсі середньої школи й тоді зустріла старшокласників Фредріка Валліна та Еріка Бодіна. Вони втрьох збиралися після школи, аби джемити і грати платівки De La Soul, A Tribe Called Quest і Еліс Колтрейн. Назву гурту навіяло прізвисько «Маленький дракон», яке Нагано здобула через «димкі істерики», які вона влаштовувала під час запису в студії. «Це трохи перебільшення, але є частка правди», — сказала Нагано. «Але ми трохи підросли, і я зрозуміла, що не можна злитися щодня, інакше ніхто не зможе витримати один одного».
Little Dragon їздили в турне по Європі; зняли кліпи на пісні «Test», «Twice», «Constant Surprises», «After the Rain» і «Fortune». Відео на «Twice» зняв шведський режисер Йоганнес Ніхольм. Подвійний сингл «Fortune»/«Blinking Pigs» випустили у Великій Британії 26 січня 2009 року.
Наприкінці 2009 року Little Dragon потрапили в список «50 нових артистів» від журналу Beyond Race Magazine. За рекомендацією своєї дружини Деймон Албарн запросив Нагано та її гурт до участі в альбомі Gorillaz Plastic Beach 2010 року, і вони разом записали треки «Empire Ants» і «To Binge». Потім Албарн запросив Little Dragon приєднатися до Gorillaz у їхньому турі Escape to Plastic Beach Tour. У вересні 2011 року колишній клавішник Арільд Верлінг знову приєднався до групи грав на допоміжних клавішних під час концертів.
Четвертий студійний альбом Little Dragon Nabuma Rubberband випустили 12 травня 2014 року у Великій Британії на лейблі Jer Music та 13 травня у США — на Loma Vista Recordings. Альбом був натхненний повільними джемами Джанет Джексон. Пісню «Klapp Klapp» випустили як головний сингл альбому. Другий сингл «Paris» дебютував у програмі BBC Radio 1 Зейна Лоу 8 квітня 2014 року. Nabuma Rubberband номінували на найкращий танцювальний/електронний альбом на 57-й церемонії «Ґреммі».
П'ятий студійний альбом Season High гурт випустив 14 квітня 2017 року на лейблі Loma Vista Recordings. З альбому випустили сингли «High» і «Sweet».

## Склад
- Юкімі Нагано (англ. Yukimi Nagano) — вокал, перкусія
- Фредрік Валлін (англ. Fredrik Wallin) — клавішні, синтезатор, бас-гітара
- Хокон Віренстранд (англ. Håkan Wirenstrand) — клавішні
- Ерік Бодін (англ. Erik Bodin) — ударні

## Дискографія
Студійні альбоми:
- Little Dragon (15 серпня 2007)
- Machine Dreams (17 серпня 2009)
- Ritual Union (21 липня 2011)
- Nabuma Rubberband (9 травня 2014)
- Season High (14 квітня 2017)
- New Me, Same Us (21 березня 2020)
- Slugs of Love (7 липня 2023)

### Альбоми реміксів
- Nabuma Purple Rubberband (2015)
- New Me, Same Us Remix (2021)

### Альбоми-збірки
- Best Of (2014)

### Мініальбоми
- Twice Remix EP (2008)
- Blinking Pigs (2010)
- Ritual Union EP (2011)
- Little Man EP (2011)
- Amazon Artist Lounge (2014)
- Klapp Klapp / Paris Remixes (2014)
- Lover Chanting (2018)
- Drifting Out (2021)
- Opening the Door (2022)
- Slipping Into Color (за участі April + Vista) (2023)

### Сингли

#### Власні сингли
| Сингл                                                                             | Рік  | Найвищі позиції в чартах | Найвищі позиції в чартах | Найвищі позиції в чартах | Найвищі позиції в чартах | Найвищі позиції в чартах | Альбом            |
| Сингл                                                                             | Рік  | BEL (FL)                 | MEX                      | UK                       | US Bub.                  | US Dance                 | Альбом            |
| --------------------------------------------------------------------------------- | ---- | ------------------------ | ------------------------ | ------------------------ | ------------------------ | ------------------------ | ----------------- |
| «Test»/«4ever»                                                                    | 2006 | —                        | —                        | —                        | —                        | —                        | Little Dragon     |
| «Twice»/«Test»                                                                    | 2007 | —                        | —                        | —                        | —                        | —                        | Little Dragon     |
| «Constant Surprises»/«Scribbled Paper»                                            | 2007 | —                        | —                        | —                        | —                        | —                        | Little Dragon     |
| «Recommendation»                                                                  | 2008 | —                        | —                        | —                        | —                        | —                        | Little Dragon     |
| «Fortune»/«Blinking Pigs»                                                         | 2009 | —                        | —                        | —                        | —                        | —                        | Machine Dreams    |
| «Feather»/«Stranger»                                                              | 2009 | —                        | —                        | —                        | —                        | —                        | Machine Dreams    |
| «My Step»                                                                         | 2009 | —                        | —                        | —                        | —                        | —                        | Machine Dreams    |
| «Runabout»                                                                        | 2010 | —                        | —                        | —                        | —                        | —                        | Machine Dreams    |
| «Nightlight»                                                                      | 2011 | —                        | —                        | —                        | —                        | —                        | Ritual Union      |
| «Ritual Union»                                                                    | 2011 | 22                       | 26                       | 76                       | 12                       | —                        | Ritual Union      |
| «Little Man»                                                                      | 2011 | —                        | —                        | —                        | —                        | —                        | Ritual Union      |
| «Sunshine»                                                                        | 2012 | —                        | —                        | —                        | —                        | —                        | Неальбомний сингл |
| «Klapp Klapp»                                                                     | 2014 | —                        | 45                       | —                        | —                        | —                        | Nabuma Rubberband |
| «Paris»                                                                           | 2014 | —                        | 36                       | —                        | —                        | —                        | Nabuma Rubberband |
| «Let Go»                                                                          | 2014 | —                        | —                        | —                        | —                        | —                        | Nabuma Rubberband |
| «Pink Cloud»                                                                      | 2015 | —                        | —                        | —                        | —                        | —                        | Nabuma Rubberband |
| «High»                                                                            | 2017 | —                        | —                        | —                        | —                        | —                        | Season High       |
| «Sweet»                                                                           | 2017 | —                        | —                        | —                        | —                        | —                        | Season High       |
| «Peace of Mind» (featuring Faith Evans)                                           | 2017 | —                        | —                        | —                        | —                        | —                        | Неальбомні сингли |
| «Sway Daisy»                                                                      | 2018 | —                        | —                        | —                        | —                        | —                        | Неальбомні сингли |
| «Best Friends»                                                                    | 2018 | —                        | —                        | —                        | —                        | —                        | Неальбомні сингли |
| «Hold On»                                                                         | 2020 | —                        | —                        | —                        | —                        | 35                       | New Me, Same Us   |
| «Are You Feeling Sad?» (feat. Kali Uchis)                                         | 2020 | —                        | —                        | —                        | —                        | 25                       | New Me, Same Us   |
| «Where You Belong»                                                                | 2020 | —                        | —                        | —                        | —                        | 33                       | New Me, Same Us   |
| «The Other Lover» (з Moses Sumney)                                                | 2020 | —                        | —                        | —                        | —                        | —                        | Неальбомний сингл |
| Знак «—» означає, що альбом не потрапив до чарту або не виходив на цій території. |      |                          |                          |                          |                          |                          |                   |

#### Сингли з іншими музикантами
| Назва                                                                             | Рік  | Найвищі позиції в чартах | Найвищі позиції в чартах | Найвищі позиції в чартах | Альбом                        |
| Назва                                                                             | Рік  | BEL (FL)                 | MEX                      | US Dance                 | Альбом                        |
| --------------------------------------------------------------------------------- | ---- | ------------------------ | ------------------------ | ------------------------ | ----------------------------- |
| «Empire Ants» (Gorillaz feat. Little Dragon)                                      | 2010 | —                        | —                        | —                        | Plastic Beach                 |
| «Wildfire» (SBTRKT feat. Little Dragon)                                           | 2011 | —                        | —                        | —                        | SBTRKT                        |
| «Scale It Back» (DJ Shadow feat. Little Dragon)                                   | 2011 | 43                       | 28                       | —                        | The Less You Know, the Better |
| «Light» (Odesza feat. Little Dragon)                                              | 2015 | —                        | —                        | —                        | In Return                     |
| «Bullets» (Kaytranada feat. Little Dragon)                                        | 2016 | —                        | —                        | —                        | 99,9%                         |
| «Spontaneous» (Flying Lotus feat. Little Dragon)                                  | 2019 | —                        | —                        | 50                       | Flamagra                      |
| Знак «—» означає, що альбом не потрапив до чарту або не виходив на цій території. |      |                          |                          |                          |                               |

### Музичні відео
| Назва                               | Рік  | Режисер                 | Прим.  |
| ----------------------------------- | ---- | ----------------------- | ------ |
| «Twice»                             | 2007 | Йоганнес Ніхольм        | [ 45 ] |
| «Test»                              | 2007 | Невідомо                | [ 46 ] |
| «Constant Surprises»                | 2008 | Фредрік Егерстранд      | [ 45 ] |
| «Fortune»                           | 2008 | Хіеюкі Кацумата         | [ 47 ] |
| «Swimming»                          | 2009 | Юсуке Нагано            | [ 48 ] |
| «After the Rain»                    | 2009 | Франсуа Фогель          | [ 45 ] |
| «Runabout»                          | 2009 | Невідомо                | [ 45 ] |
| «Looking Glass»                     | 2009 | Невідомо                | [ 45 ] |
| «Never Never»                       | 2010 | Улла Томтом             | [ 49 ] |
| «My Step»                           | 2011 | Метью Шойерер           | [ 50 ] |
| «When I Go Out»                     | 2011 | Емануель Кабу           | [ 51 ] |
| «Brush the Heat»                    | 2011 | Юсуке Нагано            | [ 52 ] |
| «Brush the Heat» (ремікс AVA)       | 2011 | Елеонора Браун          | [ 45 ] |
| «Crystalfilm»                       | 2012 | Деніел Віртберг         | [ 53 ] |
| «Sunshine»                          | 2012 | Дейв Ма                 | [ 45 ] |
| «Klapp Klapp»                       | 2014 | Тейлор Коен             | [ 54 ] |
| «Paris»                             | 2014 | Тревор Кейн             | [ 55 ] |
| «Pretty Girls»                      | 2014 | Набіль                  | [ 56 ] |
| «Underbart»                         | 2014 | Грант Сінгер            | [ 57 ] |
| «Mirror»                            | 2015 | Флоріан Джон            | [ 58 ] |
| «High»                              | 2017 | Оссіан Мелін            | [ 59 ] |
| «Sweet»                             | 2017 | Оссіан Мелін            | [ 14 ] |
| «Celebrate» (feat. Agge)            | 2017 | Оссіан Мелін            | [ 60 ] |
| «Strobe Light»                      | 2017 | Крістін-Лі Мулман       | [ 61 ] |
| «Peace of Mind» (feat. Faith Evans) | 2017 | Невідомо                | [ 62 ] |
| «Lover Chanting»                    | 2018 | Джек Вайтлі і Джо Віллс | [ 63 ] |